# Давидовичі
Давидовичі — руський князівський рід (1097—1167) з династії Рюриковичів, нащадки онука Ярослава Мудрого, Давида Святославича. Давидовичі були другими після Ольговичів за своєю впливовістю та значенням у Чернігово-Сіверській землі в першій половині XII ст.
Першим із князів Давидовичів у Іпатіївському літописі згадується Всеволод Давидович під 1124 р. Перша згадка Давидовичів як династії міститься в Іпатіївському літописі під 1142 р. Але на сторінках літописів у першій половині ХІІ ст. Давидовичами називалися у переважній більшості тільки два представники цього роду — брати Ізяслав та Володимир Давидовичі. Вже 1166 р. зі смертю у Вщижі Святослава Володимировича династія припиняє своє існування.

## Історична доля
Ця гілка Рюриковичів стала окремою князівською династією після Любецького з'їзду князів 1097 р., внаслідок якого Давид Святославич отримав Чернігівське князівство. Після 1146 р., смерті старшого з Ольговичів Всеволода Ольговича, та усуненням від князювання в Києві його брата Ігоря Давидовичі претендували на Новгород-Сіверський. У війні 1146-1151 рр. за Київ вони виступали союзниками то Ізяслава Мстиславича, то Ольговичів. Вже 1147 р. Давидовичі присягнули на вірність (цілували хрест) Святославу Ольговичу, порушивши цим присягу, дану Ізяславу Мстиславичу. 1148 р. на князівському з'їзді біля Городка, що під Києвом, визнали себе васалами Ізяслава Мстиславича. Після цього залишалися союзниками Мстиславичів.
1149 р. Володимир Давидович, голова роду, доповів Ізяславу Мстиславичу про похід на Чернігово-Сіверську землю Юрія Долгорукого та відмовився переходити на бік Юрія Долгорукого та Святослава Ольговича, підтвердивши цим кроком вірність київському князю Ізяславу. Проте вже перед головною битвою у 1151 р. Володимир Давидович прийняв пропозицію Юрія Долгорукого підтримати його, тоді як Ізяслав Давидович пішов у Київ до Ізяслава Мстиславича. Внаслідок перемоги князя Ізяслава над Юрієм Володимир Давидович був вбитий, а Ізяслав Давидович зайняв звільнений Святославом Ольговичем Чернігів. 1154 року у зв'язку зі смертю Ізяслава Мстиславича Ізяслав Давидович був запрошений на князювання в Київ. Проте вже на Вербну неділю 1155 р. він був змушений поступитися Києвом Юрію Долгорукому й повернутися в Чернігів. Після смерті в Києві Юрія Долгорукого 1157 р. 19 травня Ізяслав Давидович ненадовго зайняв київський престол.

## Родовід
Діти Давида Святославича:
- Святоша Давидович (* бл. 1080 —14.10.1143): князь луцький
- Всеволод Давидович (до 1116—після 1124): князь муромський (1123—після 1124). 1124 р. одружився із донькою польського короля Болеслава ІІІ Кривоустого[9]. «Том же лете ведоша Ляховицу Мурому за Давидовича Всеволода»[1].

- Ростислав Давидович (до 1112—1120)
- Володимир Давидович (до 1109—липень 1151): князь березийський (1127—1139), князь чернігівський (1139—1151). Одружився в 1144 р. на «Всеволодковні», донці Всеволода Городенського[10]. Вбитий у битві на р. Руті, похований у Спаському соборі в Чернігові.
  - Святослав Володимирович (* бл. 1145 —1167): князь березийський (1156—1157), стародубський (1157—1160) та вщизький (1157—1167)[11].

- Ізяслав Давидович (до 1109—6.03.1161): князь гомельський (1127—1146), новгород-сіверський (1146), стародубський (1147—1151), чернігівський (1151—1157) і великий князь київський (1154-—1155; 1157—1158, 1161). Одружився до 1159 р. Вбитий у бою 6 березня 1161 р. і похований через тиждень у Борисоглібському соборі в Чернігові[12].